# Левкоев, Игорь Иванович
Игорь Иванович Левко́ев (2 декабря 1909, тамбовская губерния — 13 апреля 1978, Москва) — советский химик-органик, член-корреспондент АН СССР (1968).

## Биография
Родился 19 ноября (2 декабря) 1909 года в селе Епанчино (ныне — Мичуринский район, Тамбовская область). В 1931 году он окончил Московский химико-технологический институт, после чего работал во Всесоюзном научно-исследовательском кинофотоинституте. С 1966 года заведовал отделом Государственного научно-исследовательского и проектного института химико-фотографической промышленности.
Активно занимался научной работой в области фотохимии, развитии синтетических и прикладных разделов органической химии для фотографических средств. Под его руководством был осуществлён синтез и внедрение разнообразных красителей и других веществ для усовершенствования фотопроцессов и производства светокопировальной бумаги. Активно исследовал химические свойства веществ, применявшихся в производстве цветных фотоматериалов.
В 1968 году он был избран членом-корреспондентом АН СССР.
.
Умер 13 апреля 1978 года, похоронен на Новодевичьем кладбище Москвы (участок 1).

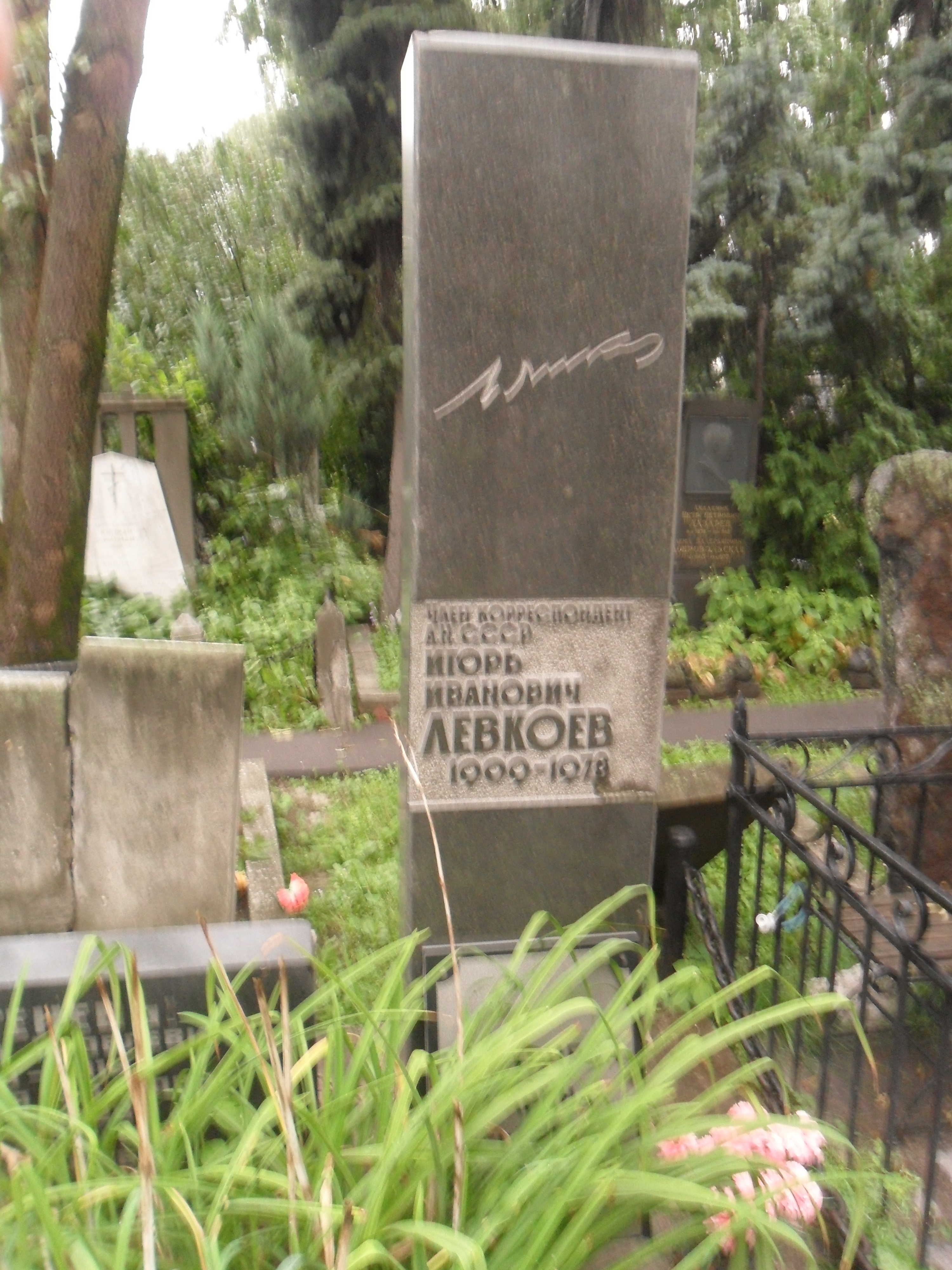
Могила Левкоева на Новодевичьем кладбище Москвы.

## Награды и премии
- Сталинская премия третьей степени (1946) — за разработку новой рецептуры для фотоплёнок
- семь орденов[3] и медали.